# Опалолітизація

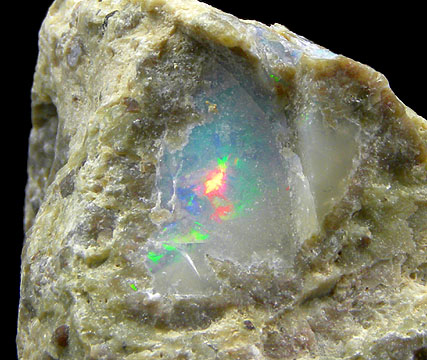
Опал

Опалолітизація (рос. опалолитизация, англ. opalolitization, нім. Opalolitisation f) – метасоматичний процес, який супроводжується утворенням опалу.